# 横山镇 (上饶市)
横山镇，是中华人民共和国江西省上饶市广丰区下辖的一个乡镇级行政单位。地处于广丰区东南部，东连五都镇、沙田镇，南毗铜钱山镇，西邻少阳乡和广信区 花厅镇，北接大石乡， 行政区域面积69.72平方千米。截至2019年末，横山镇辖区户籍人口50012人。

## 行政区划
横山镇下辖以下地区：
廿四都社区、上铺村、东山村、余村、山头村、廿三都村、前洋村、上孚村、双峰村、柴九洋村和龙潭村。